# Alexis Pinturault
Alexis Pinturault (* 20. března 1991 Moûtiers) je francouzský reprezentant v alpském lyžování. Jeho otec je majitelem hotelu v Courchevelu, jeho matka pochází z Norska. Je absolventem sportovního lycea v Albertville.
Je dvojnásobným juniorským mistrem světa v obřím slalomu z let 2009 a 2011. Na Mistrovství světa v alpském lyžování 2013 ve Schladmingu byl pátý v obřím slalomu, šesté místo získal ve slalomu, superobřím slalomu a kombinaci. Na olympiádě 2014 v Soči vybojoval bronzovou medaili v obřím slalomu, závody ve slalomu a kombinaci nedokončil. Na Mistrovství světa v alpském lyžování 2015 v Beaver Creeku skončil třetí v obřím slalomu, pátý v kombinaci a jedenáctý v superobřím slalomu. Na Mistrovství světa v alpském lyžování 2017 ve Svatém Mořici byl šestý v Super G a sedmý v obřím slalomu. V kombinaci byl hlavním favoritem, ale skončil až na desátém místě a stěžoval si na špatně připravenou trať. Titul mistra světa nakonec získal jako člen francouzského kvarteta v týmové soutěži.
Ve Světovém poháru vyhrál devatenáct závodů, v celkové klasifikaci skončil třikrát po sobě na třetím místě (2014, 2015 a 2016). Kromě toho získal v letech 2016 a 2017 malý křišťálový glóbus za vítězství v kombinaci, o prvenství v této disciplíně se dělil v roce 2013 s Ivicou Kostelićem a v roce 2014 s Tedem Ligetym.